# Формула-1 — Гран-прі Штирії 2020
Гран-прі Штирії 2020 (офіційно Formula 1 Pirelli Großer Preis der Steiermark 2020) — автоперегони чемпіонату світу Формули-1, які відбулися 12 липня 2020 року на гоночній трасі Ред Бул Ринг в Шпільбергу, Австрія. Другий етап чемпіонату світу 2020 року, який був проведений рівно через тиждень після Гран-прі Австрії на тому самому треку через пандемію коронавірусу 2019.

## Вільні заїзди
За результатами першої практики, Серхіо Перес встановив найшвидший час. Ландо Норріс отримав штраф у вигляді трьох позицій на стартовій решітці за обгін іншої машини в умовах жовтого прапора, які настали після того, як Ніколас Латіфі був змушений зупинитись на боку траси через проблеми із коробкою передач. Кевін Магнуссен не зміг встановити час під час сеансу через проблеми з акумулятором.
Другу практику очолив Ферстаппен. Сесія Даніеля Ріккардо закінчилася рано, коли він втратив контроль над Renault R.S.20 і сильно врізався в бар'єри біля 9-го повороту, вивівши червоні прапори.
Третю практику було скасовано через сильний дощ.

## Кваліфікація
| Поз.     | №  | Пілот              | Конструктор     | Q1       | Q2       | Q3       | Старт |
| -------- | -- | ------------------ | --------------- | -------- | -------- | -------- | ----- |
| 1        | 44 | Льюїс Гамільтон    | Mercedes        | 1:18.188 | 1:17.825 | 1:19.273 | 1     |
| 2        | 33 | Макс Ферстаппен    | Red Bull Racing | 1:18.297 | 1:17.938 | 1:20.489 | 2     |
| 3        | 55 | Карлос Сайнс       | McLaren-Renault | 1:18.590 | 1:18.836 | 1:20.671 | 3     |
| 4        | 77 | Вальттері Боттас   | Mercedes        | 1:18.791 | 1:18.657 | 1:20.701 | 4     |
| 5        | 31 | Естебан Окон       | Renault         | 1:19.687 | 1:18.764 | 1:20.922 | 5     |
| 6        | 4  | Ландо Норріс       | McLaren-Renault | 1:18.504 | 1:18.448 | 1:20.925 | 9     |
| 7        | 23 | Александр Албон    | Red Bull Racing | 1:20.882 | 1:19.014 | 1:21.011 | 6     |
| 8        | 10 | П'єр Гаслі         | AlphaTauri      | 1:20.192 | 1:18.744 | 1:21.028 | 7     |
| 9        | 3  | Данієль Ріккардо   | Renault         | 1:19.662 | 1:19.229 | 1:21.192 | 8     |
| 10       | 5  | Себастьян Феттель  | Ferrari         | 1:20.243 | 1:19.545 | 1:21.651 | 10    |
| 11       | 16 | Шарль Леклер       | Ferrari         | 1:20.871 | 1:19.628 |          | 14    |
| 12       | 63 | Джордж Расселл     | Williams        | 1:20.382 | 1:19.636 |          | 11    |
| 13       | 18 | Ленс Стролл        | Racing Point    | 1:19.697 | 1:19.645 |          | 12    |
| 14       | 26 | Данило Квят        | AlphaTauri      | 1:19.824 | 1:19.717 |          | 13    |
| 15       | 20 | Кевін Магнуссен    | Haas-Ferrari    | 1:21.140 | 1:20.211 |          | 15    |
| 16       | 7  | Кімі Ряйкконен     | Альфа Ромео     | 1:21.372 |          |          | 16    |
| 17       | 11 | Серхіо Перес       | Racing Point    | 1:21.607 |          |          | 17    |
| 18       | 6  | Ніколас Латіфі     | Williams        | 1:21.759 |          |          | 18    |
| 19       | 99 | Антоніо Джовінацці | Альфа Ромео     | 1:21.831 |          |          | 19    |
| 20       | 8  | Ромен Грожан       | Haas-Ferrari    | без часу |          |          | ПЛ    |
| Джерела: |    |                    |                 |          |          |          |       |

1. ↑  Ландо Норріс отримав штраф з втратою 3-ох місць на стартовій решітці за ігнорування жовтих прапорів під час перших тренувань
2. ↑  Шарль Леклер отримав штраф з втратою 3-ох місць на стартовій решітці за перешкоджання Данилу Квяту під час кваліфікації
3. ↑  Антоніо Джовінацці отримав штраф з втратою 5-ох місць на стартовій решітці через незаплановану заміну коробки передач
4. ↑  Ромен Грожан був змушений розпочинати Гран-прі з піт-лейну через порушення правила "закритого парку"

## Перегони
| Поз.                                                                | №  | Пілот              | Конструктор     | Кола | Час/Причина сходу | Очки |
| ------------------------------------------------------------------- | -- | ------------------ | --------------- | ---- | ----------------- | ---- |
| 1                                                                   | 44 | Льюїс Гамільтон    | Mercedes        | 71   | 1:31:58.123       | 25   |
| 2                                                                   | 77 | Вальттері Боттас   | Mercedes        | 71   | +13.719           | 18   |
| 3                                                                   | 33 | Макс Ферстаппен    | Red Bull Racing | 71   | +33.698           | 15   |
| 4                                                                   | 23 | Александр Албон    | Red Bull Racing | 71   | +44.400           | 12   |
| 5                                                                   | 4  | Ландо Норріс       | McLaren-Renault | 71   | +1:01.470         | 10   |
| 6                                                                   | 11 | Серхіо Перес       | Racing Point    | 71   | +1:02.387         | 8    |
| 7                                                                   | 18 | Ленс Стролл        | Racing Point    | 71   | +1:02.453         | 6    |
| 8                                                                   | 3  | Данієль Ріккардо   | Renault         | 71   | +1:02.591         | 4    |
| 9                                                                   | 55 | Карлос Сайнс       | McLaren-Renault | 70   | +1 коло           | 2+1  |
| 10                                                                  | 26 | Данило Квят        | AlphaTauri      | 70   | +1 коло           | 1    |
| 11                                                                  | 7  | Кімі Ряйкконен     | Альфа Ромео     | 70   | +1 коло           |      |
| 12                                                                  | 20 | Кевін Магнуссен    | Haas-Ferrari    | 70   | +1 коло           |      |
| 13                                                                  | 8  | Ромен Грожан       | Haas-Ferrari    | 70   | +1 коло           |      |
| 14                                                                  | 99 | Антоніо Джовінацці | Альфа Ромео     | 70   | +1 коло           |      |
| 15                                                                  | 10 | П'єр Гаслі         | AlphaTauri      | 70   | +1 коло           |      |
| 16                                                                  | 63 | Джордж Расселл     | Williams        | 69   | +2 кола           |      |
| 17                                                                  | 6  | Ніколас Латіфі     | Williams        | 69   | +2 кола           |      |
| Схід                                                                | 31 | Естебан Окон       | Renault         | 25   | перегрів          |      |
| Схід                                                                | 16 | Шарль Леклер       | Ferrari         | 3    | зіткнення         |      |
| Схід                                                                | 5  | Себастьян Феттель  | Ferrari         | 1    | зіткнення         |      |
| Найшвидше коло: Карлос Сайнс (McLaren-Renault) — 1:05.619 (коло 68) |    |                    |                 |      |                   |      |
| Джерела:                                                            |    |                    |                 |      |                   |      |

## Положення в чемпіонаті після Гран-прі
| Поз. | Пілот            | Очки |
| ---- | ---------------- | ---- |
| 1    | Вальттері Боттас | 43   |
| 2    | Льюїс Гамільтон  | 37   |
| 3    | Ландо Норріс     | 26   |
| 4    | Шарль Леклер     | 18   |
| 5    | Серхіо Перес     | 10   |

| Поз. | Конструктор     | Очки |
| ---- | --------------- | ---- |
| 1    | Mercedes        | 80   |
| 2    | Макларен        | 39   |
| 3    | Red Bull Racing | 27   |
| 4    | Racing Point    | 22   |
| 5    | Ferrari         | 19   |